# Europacup II hockey mannen 2007
De 18de editie van de Europacup II voor mannen werd gehouden van 5 april tot en met 8 april 2007 in Madrid. Er deden acht teams mee, verdeeld over twee poules. Amsterdam H&BC won deze editie van de Europacup II. Dit was de laatste editie van de Europacup II voor mannen. De Europacup II is opgevolgd door de Euro Hockey League.

## Poule-indeling

### Eindstand Poule A
| Team                      | Pnt | GS | W | G | V | DV | DT | DS  |
| ------------------------- | --- | -- | - | - | - | -- | -- | --- |
| 1. Amsterdam H&BC         | 7   | 3  | 2 | 1 | 0 | 13 | 0  | +13 |
| 2. WKS Grunwald Poznań    | 6   | 3  | 2 | 0 | 1 | 7  | 12 | -5  |
| 3. Der Club an der Alster | 4   | 3  | 1 | 1 | 1 | 4  | 4  | 0   |
| 4. Royal Beerschot THC    | 0   | 3  | 0 | 0 | 3 | 2  | 10 | -8  |

### Eindstand Poule B
| Team                     | Pnt | GS | W | G | V | DV | DT | DS  |
| ------------------------ | --- | -- | - | - | - | -- | -- | --- |
| 1. Cannock HC            | 9   | 3  | 3 | 0 | 0 | 16 | 5  | +11 |
| 2. Club de Campo         | 6   | 3  | 2 | 0 | 1 | 13 | 3  | +10 |
| 3. HK Dinamo Electrostal | 3   | 3  | 1 | 0 | 2 | 3  | 16 | -13 |
| 4. SS Lazio              | 0   | 3  | 0 | 0 | 5 | 13 | 15 | -8  |

## Poulewedstrijden

### Donderdag 5 april 2007
- 12.30 A Amsterdam H&BC - WKS Grunwald Poznań 10-0
- 14.00 A Der Club an der Alster - Royal Beerschot THC 3-1
- 16.30 B Cannock HC - SS Lazio 6-3
- 18.00 B Club de Campo - HK Dinamo Electrostal 7-0

### Vrijdag 6 april 2007
- 12.30 A Amsterdam H&BC - Royal Beerschot THC (2-0) 3-0
- 14.00 A Der Club an der Alster - WKS Grunwald Poznań (1-1) 1-3
- 16.30 B Cannock HC - HK Dinamo Electrostal (2-0) 7-0
- 18.00 B Club de Campo - SS Lazio (1-0) 4-0

### Zaterdag 7 april 2007
- 12.30 A Royal Beerschot THC - WKS Grunwald Poznań (1-2) 1-4
- 14.00 A Amsterdam H&BC - Der Club an der Alster (0-0) 0-0
- 16.30 B HK Dinamo Electrostal - SS Lazio (1-0) 3-2
- 18.00 B Cannock HC - Club de Campo (2-0) 3-2

## Finales

### Zondag 8 april 2007
- 09.30 4e A - 3e B Royal Beerschot - HK Dinamo Electrostal (0-1) 1-2
- 11.45 3e A - 4e B Der Club an der Alster - SS Lazio (2-1) 9-2
- 14.00 2e A - 2e B WKS Grunwald - Club de Campo (3-2) 3-4
- 18.00 1e A - 1e B Amsterdam H&BC - Cannock HC (2-0) 6-2

## Einduitslag
1.  Amsterdam H&BC 

2.  Cannock HC 

3.  Club de Campo 

4.  WKS Grunwald Poznań 

5.  Der Club an der Alster 

5.  HK Dinamo Electrostal 

7.  Royal Beerschot THC 

7.  SS Lazio 

Mannen:
1990 ·
Terrassa 1991 ·
Vught 1992 ·
Birmingham 1993 ·
Terrassa 1994 ·
Cagliari 1995 ·
Den Haag 1996 ·
Reading 1997 ·
's-Hertogenbosch 1998 ·
Amsterdam 1999 ·
Terrassa 2000 ·
's-Hertogenbosch 2001 ·
Eindhoven 2002 ·
Terrassa 2003 ·
Eindhoven 2004 ·
Lille 2005 ·
Reading 2006 ·
Madrid 2007 

Opgegaan in de Euro Hockey League
Vrouwen:
1991 ·
Vught 1992 ·
Birmingham 1993 ·
Cardiff 1994 ·
Groningen 1995 ·
Rotterdam 1996 ·
Utrecht 1997 ·
Leuven 1998 ·
Terrassa 1999 ·
Keulen 2000 ·
Rome 2001 ·
Ourense 2002 ·
Rotterdam 2003 ·
Laren 2004 ·
Keulen 2005 ·
Edinburgh 2006 ·
Madrid 2007 ·
Parijs 2008 ·
Manchester 2009

Opgegaan in de Europcacup I